# 20mm kanón Oerlikon
20mm kanón Oerlikon je označení řady automatických kanónů, vyvinutých na základě německého 20mm kanónu Becker, který vznikl na počátku 1. světové války. Kanón Oerlikon byl masově produkován jak původním výrobcem Oerlikon Contraves, tak i řadou dalších společností. Mnoho verzí kanónu bylo během 2. světové války v široké míře využito armádami Spojenců i Osy. Řada typů zůstává ve výzbroji ještě v současnosti.

## Historie a vývoj

### Původ
Německý konstruktér Reinhold Becker vyvinul během 1. světové války automatický kanón, nyní známý jako 20mm kanón Becker. Používal náboj 20x70RB a dosahoval kadence 300 ran/min. Byl použit v omezené míře koncem války jako výzbroj letadel Luftstreitkräfte a jako protiletadlová zbraň.
Versailleská smlouva zakázala Německu produkci takovýchto zbraní. Proto byly patenty a vývoj v roce 1919 přesunuty do Švýcarska, do nově založené firmy SEMAG (Seebach Maschinenbau Aktien Gesellschaft), se sídlem nedaleko Curychu. SEMAG pokračoval s vývojem a roku 1924 představil verzi SEMAG L, o něco těžší zbraň (43 kg), využívající výkonnější náboj 20x100RB a dosahující vyšší kadence 350 ran/min. Po zrušení SEMAGu v roce 1924 převzala jeho výrobní zařízení, zaměstnance i práva na zbraň společnost Oerlikon, pojmenovaná podle předměstí Curychu, kde sídlila.

### Oerlikon

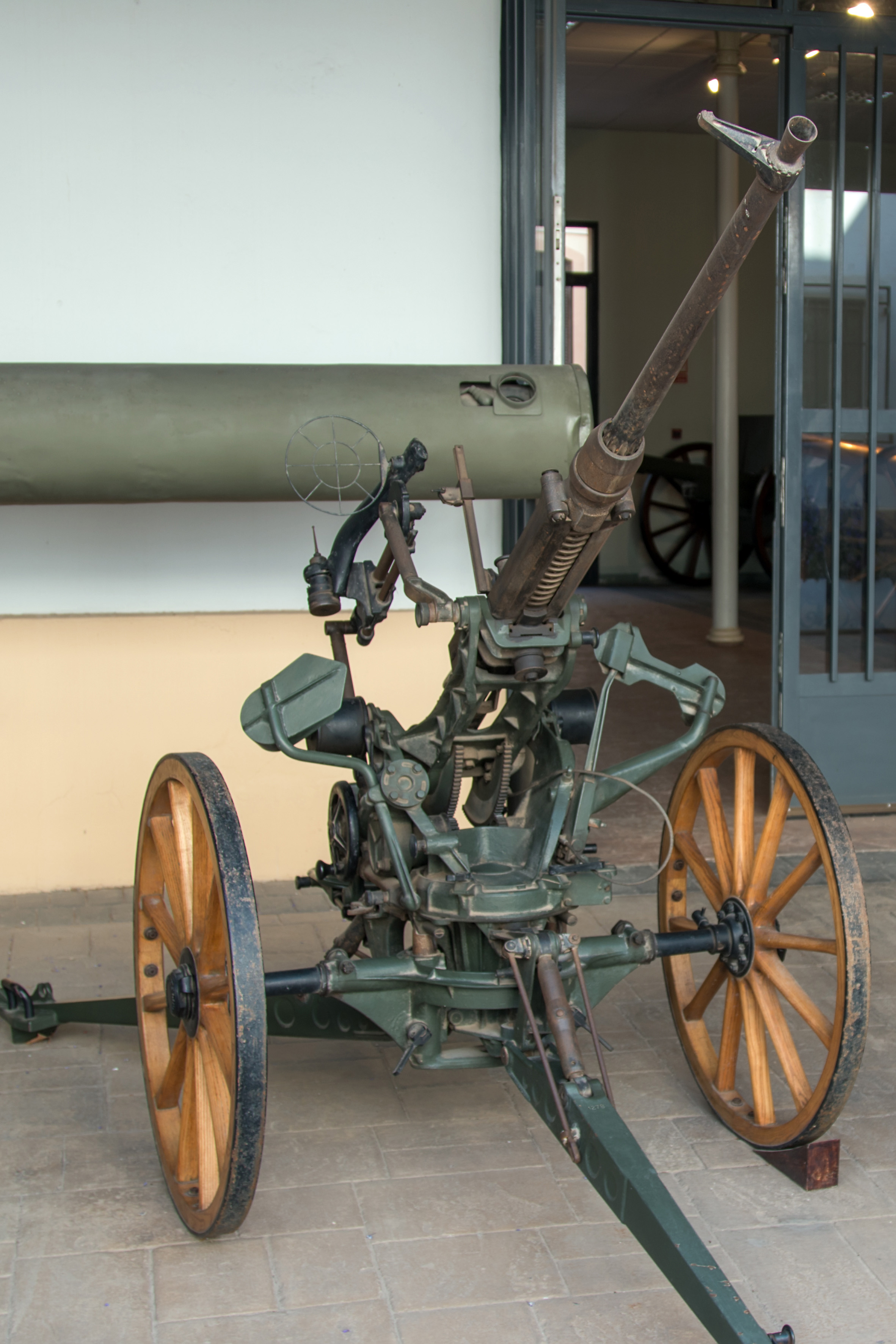
Kanón Oerlikon S na pozemní lafetě. Tento typ měla ve výzbroji Československá armáda (viz níže).

Roku 1927 doplnil produkční řadu typ Oerlikon S. Používal ještě větší náboj 20x110RB pro dosažení úsťové rychlosti 830 m/s (původní Becker s nábojem 20x70RB dosahoval 490 m/s), za cenu zvýšené hmotnosti a nižší kadence 280 ran/min. Účelem této změny bylo zlepšit parametry kanónu jako protitankové a protiletadlové zbraně, což vyžadovalo vyšší úsťovou rychlost. Roku 1930 následovala vylepšená verze 1S.
Oerlikon pokračoval v současném vývoji tří velikostí kanónu s různými délkami hlavně, používající každý jiný typ náboje. V roce 1930 představil verze AF a AL, určené pro instalaci na manuálně ovládané lafety. Krabicový zásobník na 15 nábojů, používaný u předchozích verzí, nahradil bubnový zásobník na 15 nebo 30 nábojů.
Roku 1935 výrobce představil řadu kanónů, určených pro křídelní nebo podkřídelní instalaci. Tyto kanóny dostaly označení FF (Flügelfest, tedy křídelní instalace). Byly opět dostupné ve třech velikostech: FF, FFL a FFS. Typ FF oproti AF používal poněkud větší náboj 20x72RB, jeho hlavním vylepšením však byla značně vyšší kadence. FF vážil 24 kg a dosahoval úsťové rychlosti 550–600 m/s a kadence 520 ran/min. FFL vážil 30 kg jeho úsťová rychlost činila 675 m/s a kadence 500 ran/min. Největší FFS s hmotností 39 kg dosáhl úsťové rychlosti 830 m/s, při kadenci 470 ran/min.
Kromě úprav kanónu pro možnost instalace do křídla a doplnění dálkové spouště byly také zvětšeny bubnové zásobníky (kvůli nemožnosti výměny zásobníku za letu). Výrobce pro řadu FF nabízel bubnové zásobníky o kapacitě 45, 60, 75 a 100 nábojů; většina uživatelů volila 60ranný zásobník.
Třicátá léta byla obdobím světového znovuvyzbrojování a řada zahraničních firem zakoupila od Oerlikonu licenci na jeho letecké kanóny. Francouzská firma Hispano-Suiza vyráběla typy Hispano-Suiza HS.7 a HS.9, které vznikly vývojem licenčního FFS. Byly určené pro instalaci mezi řady válců leteckých vidlicových dvanáctiválců Hispano-Suiza. V Německu firma Ikaria vytvořila vývojem licenčního FF vlastní model MG FF, používající náboj 20x80RB. Japonské císařské námořnictvo po vyzkoušení všech tří typů nařídilo vývoj vlastní zbraně na základě variant FF a FFL, jehož výsledkem byl 20mm kanón typu 99, ve verzi 99-1 a 99-2.
Využitím inovací leteckého typu FFS vznikla v roce 1938 protiletadlová verze Oerlikon SS. Výrobce pokračoval s vývojem směrem ke zvyšování kadence, výsledkem byly typy 1SS z roku 1942 a 2SS z roku 1945, který dosahoval 650 ran/min. Byla to však původní verze SS, která dosáhla velkého rozšíření jako protiletadlová zbraň, a to především v řadách námořních sil Spojenců během 2. světové války.
Náboj tohoto kanónu používal 400 grainovou (26 g) náplň bezdýmného prachu k urychlení 2000 grainového (130 g) projektilu na rychlost 850 m/s.

### Druhá světová válka
Původní kanón Oerlikon FF byl instalován jako výzbroj několika stíhacích letadel ze 30. let, například polského PZL P.24G. Kanón Oerlikon FFS měla nést i Avia Bk-534, kanónová verze hlavního předválečného stíhacího letounu Avia B-534 Československého letectva. Mnohem většího rozšíření však dosáhly lokálně vyráběné deriváty, ať už na leteckých, námořních anebo pozemních instalacích. Kanón MG FF byl montován do řady německých letadel, z nichž asi nejznámější je Messerschmitt Bf 109. Podobně i Japonci použili kanón typu 99 na mnoha strojích, včetně A6M Zero.
Francouzská firma Hispano-Suiza byla výrobce leteckých motorů a pod označením moteur-canon nabízela kombinaci svých motorů 12X a 12Y s instalací kanónu H.S.7 nebo H.S.9 mezi řady válců. Kanón střílel dutou hřídelí vrtule. Tato instalace byla použita na stíhačce Morane-Saulnier MS.406 a několika dalších typech. Německý pokus o obdobnou instalaci kanónu MG FF nebyl úspěšný.

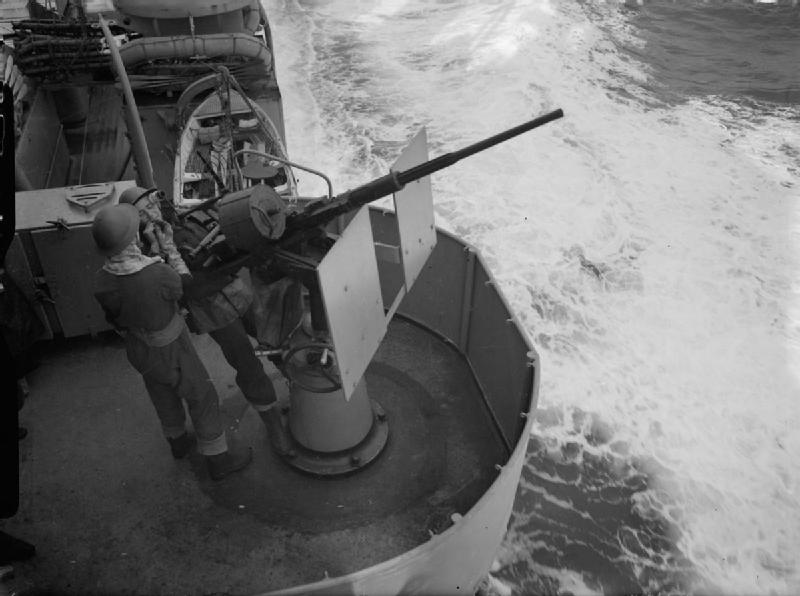
Instalace kanónu Oerlikon na palubě britského křižníku třídy Dido, 1942

Nejznámějším použitím Oerlikonů byly lodní instalace. Royal Navy se zpočátku k zavedení Oerlikonů stavěla odmítavě. Snahy Lorda Mountbattena o provedení nestranných zkoušek zbraně v letech 1937–1938 vyzněly naprázdno. Teprve v létě 1939 bylo u Oerlikonu pro námořnictvo objednáno 1500 kanónů. Kvůli zpožděním u výrobce a později pádu Francie v červnu 1940 bylo ze Švýcarska do Velké Británie dodáno pouze 109 kusů. Všechny byly následně instalovány na nejrůznější dostupné lafety a sloužily na pevnině jako lehké protiletadlové zbraně.
Pouhých několik týdnů před pádem Francie schválila firma Oerlikon licenční výrobu ve Velké Británii. Britům se povedlo propašovat z Curychu potřebnou výrobní dokumentaci. Výroba prvních britských Oerlikonů byla zahájena koncem roku 1940. První kanóny se dostaly do výzbroje Royal Navy v březnu nebo dubnu 1941. Sloužily také jako primární výzbroj protiletadlové obrany letišť RAF v severní Africe, Itálii, na Středním východě a v severozápadní Evropě až do roku 1943, kdy je začaly nahrazovat výkonnější 40mm kanóny Bofors. Britové do konce války vyrobili asi 40 000 kanónů.
Od léta 1941 probíhala výroba Oerlikonů také ve Spojených státech. Masová produkce dala do roku 1945 vzniknout asi 125 000 kusům. Část kanónů byla poskytnuta v rámci Lend-Lease také spojeneckým zemím, především Velké Británii. Postupně se podařilo snížit vysokou pracnost výroby z 428 výrobních hodin v roce 1941 na 76 hodin v roce 1944.
Kanóny Oerlikon byly od roku 1942 instalovány na plavidla amerického námořnictva, kde nahradily kulomety M2 Browning, postrádající potřebnou palebnou sílu a dostřel. Osvědčily se v úloze námořní protiletadlové obrany na krátké vzdálenosti (v praxi do 1,5 km), kde zbraně větších kalibrů nedokázaly sledovat rychlé cíle. Nakonec však byly Oerlikony vyřazeny kvůli své nedostatečné zastavovací síle proti větším letadlům nebo kamikaze. Nahradily je 40mm kanóny Bofors a 76mm kanóny Mark 22. Některá americká letadla také dostala kanóny Oerlikon náhradou za půlpalcové kulomety M2, což přineslo podstatné zvýšení palebné síly. Problémem kanónů bylo občasné zasekávání podavače střeliva.
Kanadské námořnictvo používalo Oerlikony především k protiletadlové obraně. S úspěchem je také nasadilo k boji proti ponorkám. Instalovány byly převážně na torpédoborcích a fregatách, výjimečně koncem války i na korvetách.
Kanón Oerlikon sloužil jako základ pro vývoj kanónu Polsten, vyvinutého ve Velké Británii polskými konstruktéry, kteří sem na počátku války uprchli po přepadení Polska. Polsten byl v podstatě zjednodušenou verzí Oerlikonu, vhodnou pro masovou výrobu. Kanón byl zaveden do výzbroje v roce 1944 a sloužil až do 50. let.

### Použití v Československé armádě

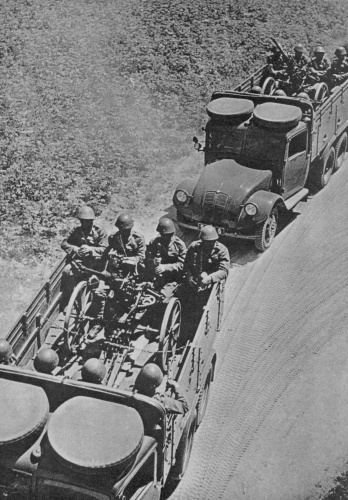
2cm VKPL vz. 36 s obsluhou na nákladních automobilech Tatra 82

Po neúspěchu vývoje domácích malorážových protiletadlových zbraní bylo rozhodnuto o nákupu 20mm kanónů Oerlikon S. První objednávka na 12 kusů byla podána v květnu 1935, následovala další objednávka na 128 kusů v červenci téhož roku. Dalších 60 kusů bylo objednáno koncem roku 1936. Další objednávky následovaly až v roce 1938, a to 27 kusů v lednu a 27 kusů v červenci a září. Část těchto posledních objednávek byla po Mnichovu zrušena. Kanón byl do výzbroje armády zaveden v lednu 1937 pod označením 2cm velký kulomet proti letadlům vzor 36 (2cm VKPL vz. 36). Během mnichovské krize bylo ve výzbroji 227 kusů, které tvořily základ plukovní protiletadlové obrany. Kanón byl instalován na trojramenné lafetě, s rameny rozložitelnými po 120° a odměrem zbraně 360°. Lafeta byla opatřena snímatelnými dřevěnými loukoťovými koly. Kanón s lafetou a sedmičlennou obsluhou převážely nákladní automobily Tatra 82 nebo méně často Tatra 85.